# 独立单元剧
独立单元剧（英語：anthology series，也译为诗选剧或故事選系列劇）是每一集裡都有不同故事和角色的廣播節目系列或者電視節目系列。通常每週有不同的演員，而一些早期的故事選系列劇，比如Four Star Playhouse，僱傭一組固定的演員，在每週不同的戲劇中演出。一些故事選系列劇，比如Studio One，始於廣播，之後在電視上播出。
Anthology源自古希腊语ἀνθολογία（anthología，“鲜花采集”），νθολογέω（anthologéō，“我采集鲜花”），νθος（anthos，“花”）+λέγω（légō，“我采集，捡起，采集”） ，由加达拉的迈勒格（Gadara Meleager）创造，大约在公元前60年，最初是Στέφανος（στέφανος（stéphanos，“花环”））来描述诗歌的集合，后来更名为文选集。Anthologiai是希腊小诗和格言的集合，因为在希腊文化中，花象征着只有诗歌才能表达的美好情感。

## 獨立單元劇舉例

### 電影
電影中較少見獨立單元劇，因為這就相當於獨立的電影。少數的例子有忍者、科洛弗系列電影。近年來也有星際大戰外傳電影、漫威电影宇宙系列电影、DC擴展宇宙等共用架空世界電影，有部份角色重疊，故事互相影響。這類電影或許也能算是獨立單元劇。
另一種在電影中呈現獨立單元劇的方式是多段式電影（Anthology film），也就是一部電影由數部大致獨立，但主題相關的短片組成。

### 電視

#### 1.Netflix系列
《黑鏡》（2011年）（第四台 (英國) → Netflix）
《血色旅程》（2020年）（Netflix挪威）
《吉勒摩·戴托羅之珍奇櫃》（2022年）

#### 2.Hulu系列
《美國恐怖故事》（2011年）（FX → Hulu）（季選集劇（seasonal anthology），這指的是每一季之間是獨立的，而不是每一集之間）
《404異次元》（2017年）
《深入黑暗》（2018年）
《怪物樂園》（2020年）

#### 3.Amazon系列
《恐怖民間傳說》（2017年）
《羅曼諾夫後裔》（2018年）
《他們》（2021年）（季選集劇（seasonal anthology），這指的是每一季之間是獨立的，而不是每一集之間）

#### 4.Paramount+/CBS All Access系列
《黑暗童話》（2018年）（季選集劇（seasonal anthology），這指的是每一季之間是獨立的，而不是每一集之間）
《重啟陰陽魔界》（2019年）

#### 5. 其他系列
《9號秘事》（2014年2月）
《千里追蹤》（2014年10月）（季選集劇（seasonal anthology），這指的是每一季之間是獨立的，而不是每一集之間）
《104號房間》（2017年）（HBO）
《搞怪城市》（2019年）（YouTube Premium）
《幻異傳奇》（2020年）（Apple TV+）
《行屍往事》（Tales）（2022年）（陰屍路衍生劇）

### 動畫

#### 1.Disney+系列
《無限可能：假如…？》（2021年8月）
《星際大戰：視界》（2021年9月）
《絕地往事》（Tales）（2022年）

#### 2. 其他系列
《駭客任務立體動畫特集》（2003年）（日本、韓國、美國）
《愛x死x機器人》（2019年）（Netflix + 模糊工作室）
《秘密關卡》（2024年）（Amazon + 模糊工作室）

### 漫畫
《What If/假如》 （1977年 － 至今）（Marvel）
《Apocalypse Wars/天啓戰爭》（2016年）（Marvel）
漫畫選集

### 小說
《吟遊詩人皮陀故事集》（2008年）